# تصفيات كأس الأمم الإفريقية 2017 المجموعة ص
المجموعة ص من مسابقة تصفيات كأس الأمم الأفريقية لكرة القدم 2017 كانت واحدة من المجموعات الـ13 لتحديد الفرق التي تتأهل إلى نهائيات مسابقة كأس الأمم الأفريقية لكرة القدم 2017.
لعبت الفرق ضد بعضها البعض ذهاباً وإياباً بنظام التحدي، بين يونيو 2015 وسبتمبر 2016. تألفت المجموعة في الأصل من أربعة فرق: نيجيريا، مصر، تنزانيا، و‌تشاد. ولكن، في 27 مارس 2016 أعلن أن تشاد قد انسحبت من المنافسة لأسباب مالية. وفقاً للوائح المنافسة، أبطلت المباريات التي تشمل تشاد والملعوبة حتى تلك اللحظة، وقد ألغيت المباريات القادمة المجدولة التي تشمل تشاد.
الفائزة بالمجموعة، مصر، تأهلت إلى كأس الأمم الأفريقية لكرة القدم 2017. بعد انسحاب تشاد، لم يعد بإمكان الوصيف التأهل كأحد الوصيفين من حيث أفضل سجل، كون أي مجموعة تخفض إلى ثلاثة فرق فقط لا يتأهل منها إلى النهائيات سوى فائز المجموعة ولا تؤخذ في الحسبان عند تحديد أفضل الفرق التي تحتل المركز الثاني.

## الترتيب
| م | الفريق  | لعب | ف | ت | خ | أ.له | أ.ع | أ.ف | نقاط | التأهل            |     |     |     |     |     |
| - | ------- | --- | - | - | - | ---- | --- | --- | ---- | ----------------- | --- | --- | --- | --- | --- |
| 1 | مصر     | 4   | 3 | 1 | 0 | 7    | 1   | +6  | 10   | المسابقة النهائية |     | —   | 1–0 | 3–0 | —   |
| 2 | نيجيريا | 4   | 1 | 2 | 1 | 2    | 2   | 0   | 5    |                   |     | 1–1 | —   | 1–0 | 2–0 |
| 3 | تنزانيا | 4   | 0 | 1 | 3 | 0    | 6   | −6  | 1    |                   | 0–2 | 0–0 | —   | —   |     |
| 4 | تشاد    | 0   | 0 | 0 | 0 | 0    | 0   | 0   | 0    | انسحب             |     | 1–5 | —   | 0–1 | —   |

1. ↑  في 27 مارس 2016، أعلن عن انسحاب تشاد من المنافسة لأسباب مالية.[6][7] في تلك اللحظة، كانت تشاد قد لعبت ثلاث مباريات، وتصبح كل النتائج باطلة ولا تؤخذ بعين الاعتبار وفقاً للوائح. علاوة على ذلك، لم يعد بإمكان الوصيف التأهل الآن كأحد الوصيفين بأفضل سجلات.

## المباريات
| نيجيريا                         | أبطلت (في الأصل 2–0) | تشاد |
| ------------------------------- | -------------------- | ---- |
| سالامي 63' · إيغالو 79' (ركلة.) | تقرير                |      |

| مصر                            | 3–0   | تنزانيا |
| ------------------------------ | ----- | ------- |
| ربيع 60' · مرسي 64' · صلاح 69' | تقرير |         |

| تنزانيا | 0–0   | نيجيريا |
| ------- | ----- | ------- |
|         | تقرير |         |

| تشاد      | أبطلت (في الأصل 1–5) | مصر                                      |
| --------- | -------------------- | ---------------------------------------- |
| هارون 37' | تقرير                | مرسي 2'، 24'، 61' · صلاح 39' · كهربا 55' |

| تشاد | أبطلت (في الأصل 0–1) | تنزانيا    |
| ---- | -------------------- | ---------- |
|      | تقرير                | ساماتا 32' |

| نيجيريا        | 1–1   | مصر      |
| -------------- | ----- | -------- |
| أوغينيكارو 60' | تقرير | صلاح 90' |

| تنزانيا | ألغيت | تشاد |
| ------- | ----- | ---- |
|         | تقرير |      |

| مصر      | 1–0   | نيجيريا |
| -------- | ----- | ------- |
| صبحي 66' | تقرير |         |

| تشاد | ألغيت | نيجيريا |
| ---- | ----- | ------- |
|      | تقرير |         |

| تنزانيا | 0–2   | مصر           |
| ------- | ----- | ------------- |
|         | تقرير | صلاح 44'، 58' |

| مصر | ألغيت | تشاد |
| --- | ----- | ---- |
|     | تقرير |      |

| نيجيريا       | 1–0   | تنزانيا |
| ------------- | ----- | ------- |
| إيهيناتشو 79' | تقرير |         |

## مسجلو الأهداف
بما أن كل نتائج تشاد أبطلت (النقاط، الأهداف المسجلة والمستقبلة)، لا يحتسب مسجلو الأهداف في المباريات التي تشمل تشاد.
4 أهداف
- محمد صلاح

هدف واحد
- باسم مرسي
- رامي ربيع
- رمضان صبحي
- كيليتشي إيهيناتشو
- إتيبو أوغينيكارو

## روابط خارجية
- Orange Africa Cup Of Nations Qualifiers 2017, CAFonline.com